# Districte de Muret
El Districte de Muret és un dels tres districtes del departament francès de l'Alta Garona, a la regió d'Occitània. Té 11 cantons i 126 municipis. El cap del districte n'és la subprefectura de Muret.

## Cantons
- cantó d'Autariba
- cantó de Carbona
- cantó de Casèras
- cantó de Senta Gabèla
- cantó de Le Hosseret
- cantó de Montesquieu-Volvestre
- cantó de Muret
- cantó de Portet-sur-Garonne
- cantó de Rieumes
- cantó de Rieux-Volvestre
- cantó de Saint-Lys